# Aliiolani Hale

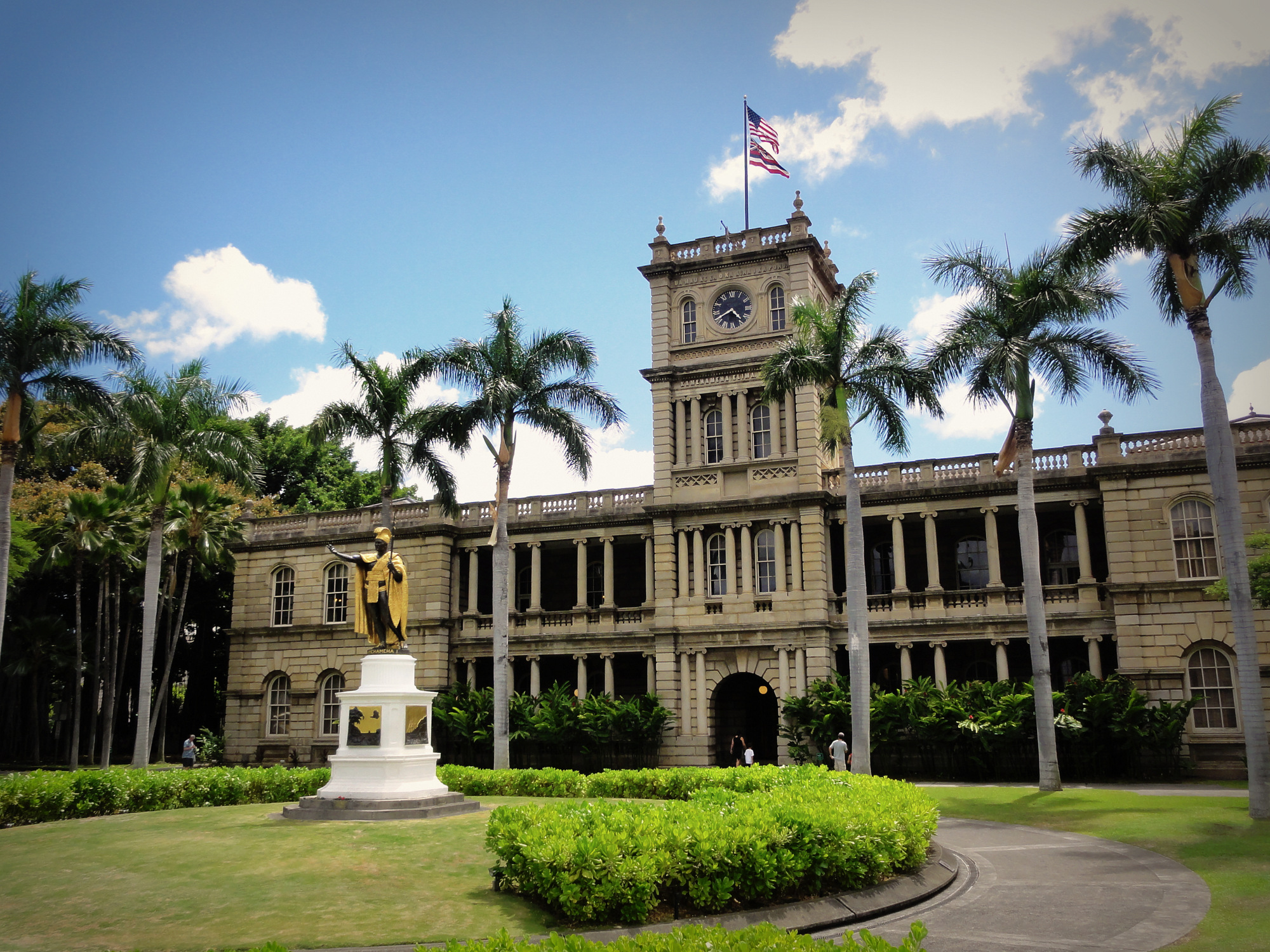
Aliʻiōlani Hale

Le Aliʻiōlani Hale est un palais royal situé dans le centre-ville d'Honolulu à Hawaï. Il fut construit entre 1871 et 1874 sur les plans de l'architecte australien Thomas Rowe (en) dans le style renouveau renaissance italienne. Il fut la résidence du roi Kamehameha V.
Après avoir été le siège du gouvernement du royaume d'Hawaï et de la république d'Hawaï, il est depuis le siège de la Cour suprême d'Hawaï.
Il est utilisé de 2010 à 2020 comme l'extérieur du bureau de l'unité spéciale du 5-0 dans la série Hawaii 5-0.